# دارمرة
الدَارْمِرَة (الاسم العلمي:Darmera) هي جنس من النباتات تتبع فصيلة كاسرات الحجر من رتبة كاسرات الحجر.

## أنواع الدارمرة
يضم هذا الجنس نوعا وحيدا هو:
- الدارمرة الدرعية